# Marlen Reusser
Marlen Reusser   (Jegenstorf, 20 de setembre de 1991) és una ciclista suïssa. Actualment corre per a l'equip ciclista de categoria UCI Women's Team Movistar Team.

## Resultats
- 2017
  -  Campiona de Suïssa en contrarellotge
- 2019
  -  Campiona de Suïssa en contrarellotge
  -  Campiona de Suïssa en ruta
  - 1a als Jocs Europeus en contrarellotge
- 2020
  -  Campiona de Suïssa en contrarellotge
  -  Campiona de Suïssa en ruta
- 2021
  -  Medalla d'argent olímpica de contrarellotge als Jocs Olímpics de Tòquio
  -  Campiona d'Europa en contrarellotge
  -  Campiona de Suïssa en contrarellotge
  -  Campiona de Suïssa en ruta
  - Vencedora d'una etapa al Holland Ladies Tour
  - 1a a la Crono de les Nacions-Les Herbiers-Vendée
  - Vencedora d'una etapa a La Madrid Challenge by La Vuelta
- 2022
  - Campiona del Món de ciclisme en contrarellotge per equips mixtos
  - Vencedora d'una etapa al Tour de France Femmes[2]
  -  Campiona d'Europa en contrarellotge
- 2023
  - Campiona del Món de ciclisme en contrarellotge per equips mixtos
  -  Campiona d'Europa en contrarellotge
  -  Campiona de Suïssa en ruta
  - 1a a la Gant-Wevelgem
  - 1a a la Volta al País Basc i vencedora d'una etapa
  - 1a a la Volta a Suïssa i vencedora d'una etapa
  - Vencedora d'una etapa al Tour de France Femmes
- 2024
  - 1a a la Setmana Ciclista Valenciana i vencedora d'una etapa
- 2025
  -  Campiona de Suïssa en contrarellotge
  - Trofeu Palma
  - 1a a la Volta a Burgos i vencedora de dues etapes
  - 1a a la Volta a Suïssa i vencedora de dues etapes
  - Vencedora d'una etapa al Giro d'Itàlia

### Resultats a les Grans Voltes

#### Giro d'Itàlia
- 2020: abandona a la 8a etapa
- 2021: abandona a la 1a etapa
- 2025: 2a posició i vencedora de la 1a etapa

#### Tour de França
- 2022: no surt a la 7a etapa, vencedora de la 4a etapa
- 2023: 28a posició, vencedora de la 8a etapa
- 2025: abandona a la 1a etapa

#### Volta a Espanya
- 2023: 29a posició
- 2024: 13a posició
- 2025: 2a posició